# Campeonato Mundial de Tiro con Arco al Aire Libre de 1975
El XXVIII Campeonato Mundial de Tiro con Arco al Aire Libre se celebró en Interlaken (Suiza) entre el 25 y el 28 de junio de 1975 bajo la organización de la Federación Internacional de Tiro con Arco (FITA) y la Federación Suiza de Tiro con Arco.

## Medallistas

### Masculino
| Evento                  | Oro                                                        | Plata                                           | Bronce                                                    |
| ----------------------- | ---------------------------------------------------------- | ----------------------------------------------- | --------------------------------------------------------- |
| Arco recurvo individual | Darrell Pace Estados Unidos                                | Richard McKinney Estados Unidos                 | Kauko Laasonen · Finlandia                                |
| Arco recurvo por equipo | Darrell Pace Richard McKinney Rodney Baston Estados Unidos | Akira Hirose Masaki Tezima Takanobu Nishi Japón | Kauko Laasonen · Olli Tahvonen · Jukka Inkeri · Finlandia |

### Femenino
| Evento                  | Oro                                                       | Plata                                                   | Bronce                                              |
| ----------------------- | --------------------------------------------------------- | ------------------------------------------------------- | --------------------------------------------------- |
| Arco recurvo individual | Zebiniso Rustamova URSS                                   | Valentina Kovpan URSS                                   | Han Sun-Hi Corea del Norte                          |
| Arco recurvo por equipo | Zebiniso Rustamova Valentina Kovpan Virve Holtsmeier URSS | Han Sun-Hi Kim Hyang-Min Djang Sun-Yung Corea del Norte | Linda Myers Irene Lorensen Ruth Rowe Estados Unidos |

## Medallero
| Núm. | País            | Oro | Plata | Bronce | Total |
| ---- | --------------- | --- | ----- | ------ | ----- |
| 1    | Estados Unidos  | 2   | 1     | 1      | 4     |
| 2    | URSS            | 2   | 1     | 0      | 3     |
| 3    | Corea del Norte | 0   | 1     | 1      | 2     |
| 4    | Japón           | 0   | 1     | 0      | 1     |
| 5    | Finlandia       | 0   | 0     | 2      | 2     |
|      | TOTAL           | 4   | 4     | 4      | 12    |